# 耶稣有关小孩的教导

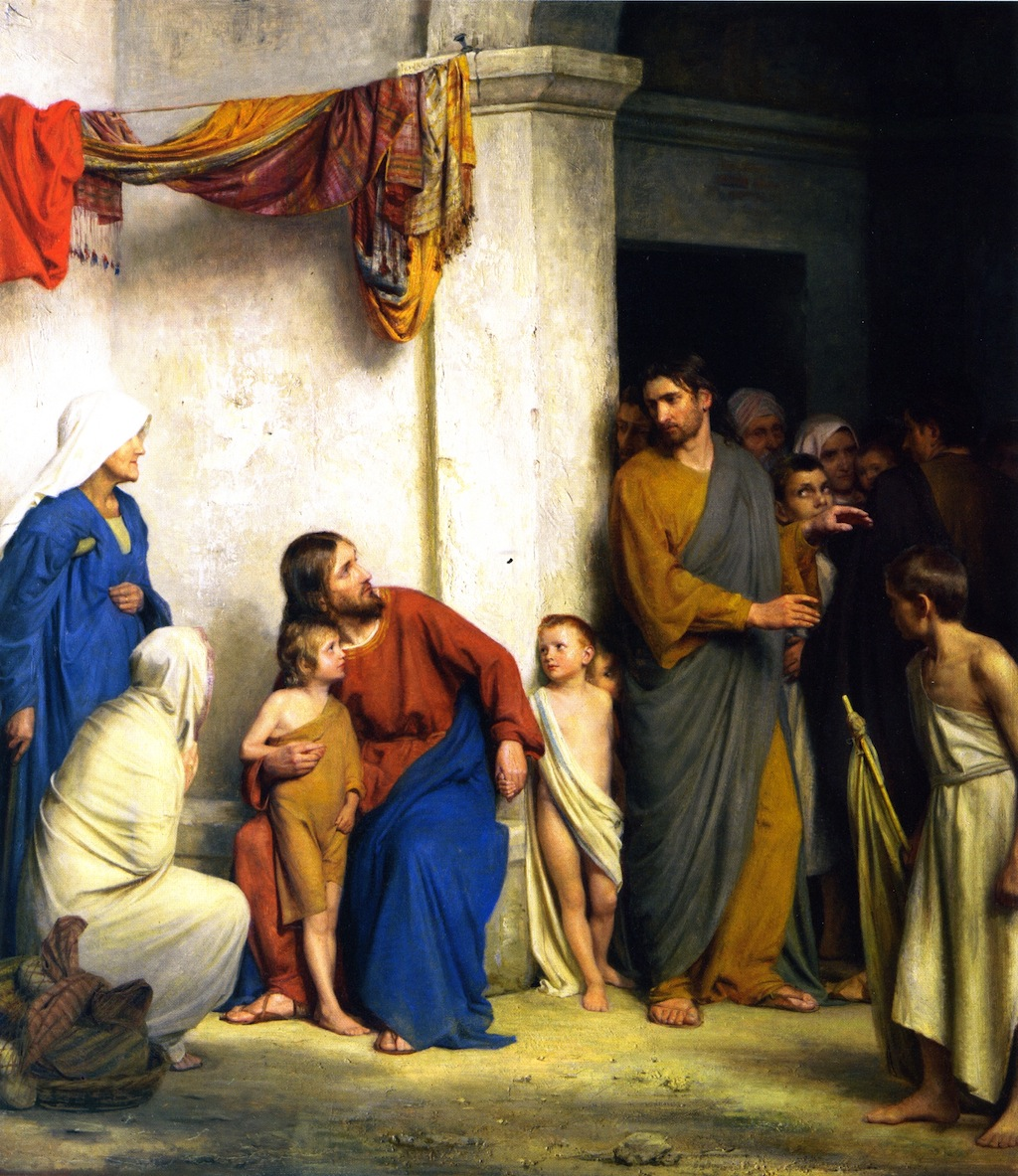
基督与儿童，Carl Heinrich Bloch

耶稣关于小孩子的教导（耶稣为小孩祝福），几次出现在新约四福音书中，和伪经多马福音。

## 新约圣经
中文和合本的马太福音这样记载：
当时，门徒进前来，问耶稣说：“天国里谁是最大的”耶稣便叫一个小孩子来，使他站在他们当中，说“我实在告诉你们：你们若不回转，变成小孩子的样式，断不得进天国。所以，凡自己谦卑像这小孩子的，他在天国里就是最大的。凡为我的名接待一个像这小孩子的，就是接待我”。凡使这信我的一个小子跌倒的，倒不如把大磨石拴在这人的颈项上，沉在深海里。这世界有祸了！因为将人绊倒；绊倒人的事是免不了的，但那绊倒人的有祸了！(马太福音18：1-6Matthew 18:1–6)
“转变”这个词在KJV版本中翻译为“converted ”。  (straphēte) 字面直译为 'turn'. American Standard Versions翻译为“turn”，新国际版圣经翻译为"change"。在新约其他部分，当施洗者约翰和耶稣要求人转变内心时，经常用metanoia (希臘語：μετάνοια). 德国神学家Heinrich Meyer认为耶稣在这里对门徒提出的挑战是  "在路上回转，接受和小孩子本性相似的童真性情"。
在新约中，另有几处将天国和小孩子比较：
如马太福音19：14，耶稣为小孩子祝福：
- 那时，有人带着小孩子来见耶稣，要耶稣给他们按手祷告，门徒就责备那些人。耶稣说：“让小孩子到我这里来，不要禁止他们，因为在天国的，正是这样的人。”

路加福音18：16-17

- 有人抱着自己的婴孩来见耶稣，要他摸他们，门徒看见就责备那些人。耶稣却叫他们来，说：“让小孩子到我这里来，不要禁止他们，因为在神国的，正是这样的人。我实在告诉你们：凡要承受神国的，若不像小孩子，断不能进去。”

## 《多马福音》
另一个提到小孩子的说法可以在次经多马福音中找到。这两段经文（马太福音18:1-6和多马福音中的经文）的语气不同。然而，这两段经文都是先把进入天国的人比作小孩，然后提到眼睛、手和脚。在马太福音中，耶稣建议这些冒犯的部分应该被 "砍掉"，而在多马福音中的这段经文则以不同的语气描述属灵的洁净和更新。《多马福音》记载：
22. 耶稣看见一些婴儿在哺乳。他对他的门徒说："这些正在哺乳的婴儿就像那些进入（天父的）国度的人一样"。他们对他说："那我们要像婴儿一样进入（天父的）国度吗？" 耶稣对他们说："当你们把二者合二为一，把内如外，外如内，上如下，把男的和女的合二为一，使男的不为男的，女的不为女的，把眼代替眼，把手代替手，把脚代替脚，把像代替像，你们就可以进入[天国]。